# Harmonia (insecto)
Harmonia es un género de escarabajos de la familia Coccinellidae.

## Descripción
Los miembros de este género suelen ser muy variables en colorido y diseño entre especies y, a veces, dentro de una especie. Esto hace difícil su identificación. En algunos casos, es necesario observar los órganos genitales. Generalmente el color básico de los élitros es rojo. Las marcas varían mucho.
Miden entre 3 y 7 mm. El borde terminal del pronoto es ligeramente curvado. Las antenas son más cortas que la cabeza y tienen 11 segmentos. Los tres últimos terminan en una maza engrosada.

## Lista de especies
- Harmonia axyridis (Pallas, 1771) originaria de Nepal, China, Taiwán, Japón, introducida en Europa occidental y las Américas
- Harmonia antipoda (Boisduval, 1835) endémica de Nueva Zelanda
- Harmonia basinotata Bielawski, 1964 – Nueva Guinea
- Harmonia bicolor (Blackburn, 1892) – Australia
- Harmonia conformis (Boisduval, 1835) Australia, introducida en Nueva Zelanda
- Harmonia dimidiata (Fabricius, 1781) – India, Pakistán, Nepal, Bután, China, Taiwán, Japón; introducida en Norteamérica
- Harmonia dunlopi (Crotch, 1874) – India, Malasia, Filipinas
- Harmonia eucharis (Mulsant, 1850) – India, Pakistán, Myanmar, Nepal, Himalayas, sur de China
- Harmonia expallida (Weise, 1907) – India
- Harmonia octomaculata (Fabricius, 1781) – India, Pakistán, Nepal, Bangladés, Sri Lanka, Micronesia, Australia
- Harmonia quadripunctata (Pontoppidan, 1763) – Europa
- Harmonia sedecimnotata (Fabricius, 1801) – India, Nepal, Southeast Asia
- Harmonia testudinaria (Mulsant, 1850) – Indonesia, Nueva Guinea, norte de Australia
- Harmonia uninotata Bielawski, 1964 – Nueva Guinea
- Harmonia yedoensis (Takizawa, 1917) – Japón

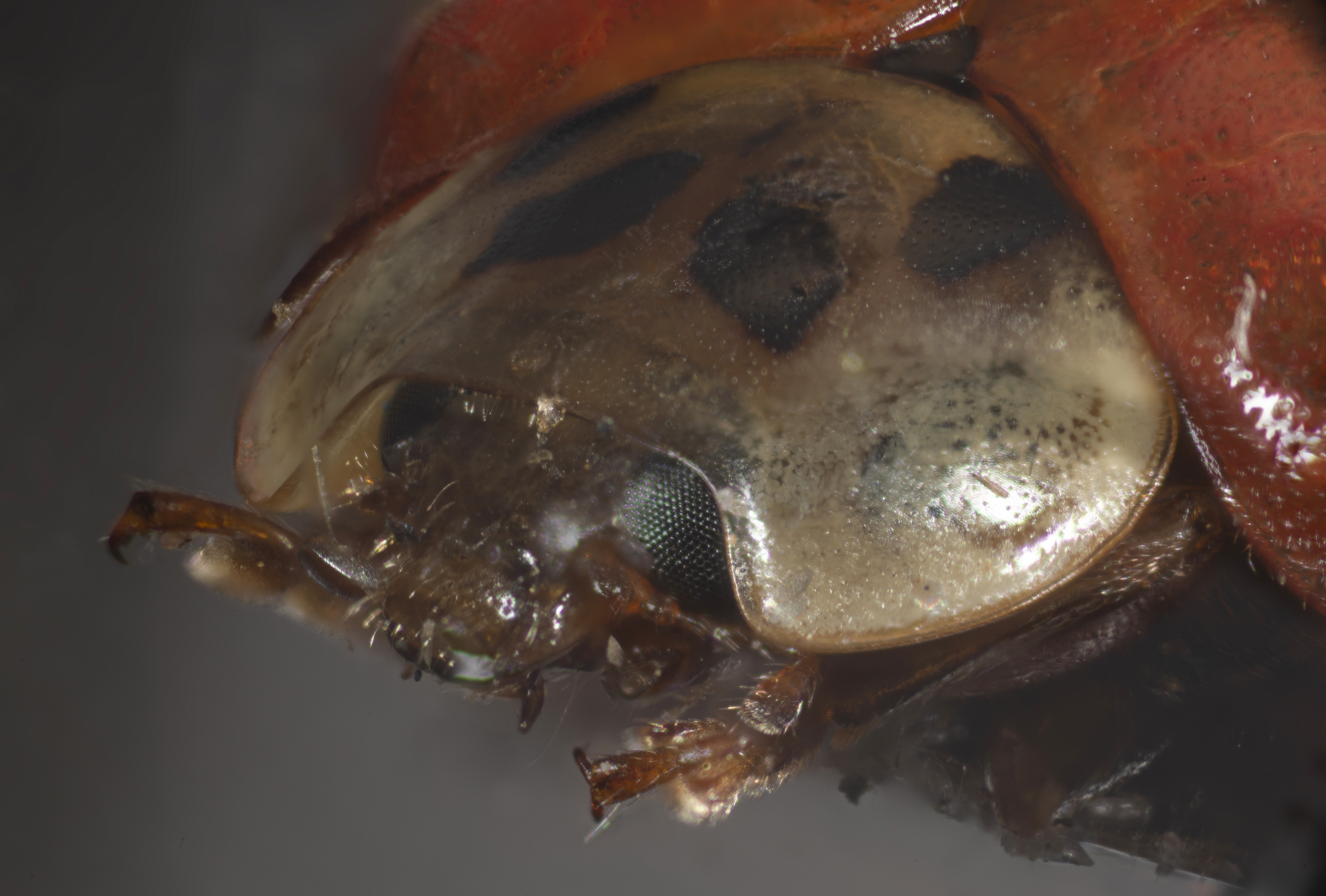
Cabeza